# S-dualidade
Em física teórica, S-dualidade ou dualidade S, também conhecida como dualidade forte-fraca é uma equivalência de duas teorias físicas, que pode ser tanto teorias quânticas de campos ou teorias das cordas. S-dualidade é útil para fazer cálculos em física teórica porque diz respeito a uma teoria na qual os cálculos são difíceis para uma teoria em que eles são mais fáceis. surgiu a partir de formulações matemáticas da N = 4 teoria de super yang-mills, na tentativa de relacionar a constante de acoplamento de cordas II(B)  com a sua constante de acoplamento invertida 1 / g nos seus respectivos grupos de calibre  em uma teoria dual. 